# Gustav Olofsson
Pour les articles homonymes, voir Olofsson (patronyme).
Gustav Olofsson (né le 1er décembre 1994 à Borås en Suède) est un joueur professionnel suédois de hockey sur glace. Il évolue au poste de défenseur.

## Biographie

### Carrière en club
Olofsson commence le hockey sur glace en Californie. Il continue sa formation à l'IF Björklöven puis repart jouer aux États-Unis, d'abord dans le Colorado puis dans le Wisconsin. Après deux saisons dans l'USHL avec les Gamblers de Green Bay, il est sélectionné au deuxième tour, en quarante-sixième position par le Wild du Minnesota lors du repêchage d'entrée dans la LNH 2013. Il passe un an dans la NCAA avec les Tigers de Colorado College en 2013-2014. Il passe professionnel en avril 2014 avec le Wild de l'Iowa, club ferme du Wild du Minnesota dans la Ligue américaine de hockey. Il ne dispute qu'un seul match lors de la saison 2014-2015 en raison d'une blessure à l'épaule. Il joue son premier match dans la Ligue nationale de hockey avec le Wild du Minnesota le 19 novembre 2015 chez les Bruins de Boston.
Le 3 octobre 2018, il est échangé aux Canadiens de Montréal en retour de l'attaquant William Bitten. Le 25 mars 2020, il signe un nouveau contrat d'une saison de 750 000 dollars avec les Canadiens de Montréal.[réf. nécessaire]

### Carrière internationale
Il représente la Suède en sélections jeunes.

## Statistiques

### En club
| Saison     | Équipe                        | Ligue      |    | Saison régulière | Saison régulière | Saison régulière | Saison régulière | Saison régulière |   | Séries éliminatoires | Séries éliminatoires | Séries éliminatoires | Séries éliminatoires | Séries éliminatoires |
| Saison     | Équipe                        | Ligue      | PJ | B                | A                | Pts              | Pun              | PJ               | B | A                    | Pts                  | Pun                  |                      |                      |
| 2011-2012  | Gamblers de Green Bay         | USHL       | 3  | 0                | 1                | 1                | 0                | -                | - | -                    | -                    | -                    |                      |                      |
| 2012-2013  | Gamblers de Green Bay         | USHL       | 62 | 2                | 21               | 23               | 59               | 4                | 0 | 0                    | 0                    | 0                    |                      |                      |
| 2013-2014  | Tigers de Colorado College    | NCAA       | 30 | 4                | 4                | 8                | 20               | -                | - | -                    | -                    | -                    |                      |                      |
| 2013-2014  | Wild de l'Iowa                | LAH        | 8  | 1                | 0                | 1                | 2                | -                | - | -                    | -                    | -                    |                      |                      |
| 2014-2015  | Wild de l'Iowa                | LAH        | 1  | 0                | 0                | 0                | 0                | -                | - | -                    | -                    | -                    |                      |                      |
| 2015-2016  | Wild de l'Iowa                | LAH        | 52 | 2                | 15               | 17               | 12               | -                | - | -                    | -                    | -                    |                      |                      |
| 2015-2016  | Wild du Minnesota             | LNH        | 2  | 0                | 0                | 0                | 0                | -                | - | -                    | -                    | -                    |                      |                      |
| 2016-2017  | Wild de l'Iowa                | LAH        | 59 | 6                | 18               | 24               | 32               | -                | - | -                    | -                    | -                    |                      |                      |
| 2016-2017  | Wild du Minnesota             | LNH        | 13 | 0                | 3                | 3                | 2                | -                | - | -                    | -                    | -                    |                      |                      |
| 2017-2018  | Wild du Minnesota             | LNH        | 41 | 0                | 8                | 8                | 14               | -                | - | -                    | -                    | -                    |                      |                      |
| 2018-2019  | Rocket de Laval               | LAH        | 2  | 0                | 1                | 1                | 0                | -                | - | -                    | -                    | -                    |                      |                      |
| 2019-2020  | Rocket de Laval               | LAH        | 57 | 1                | 15               | 16               | 18               | -                | - | -                    | -                    | -                    |                      |                      |
| 2019-2020  | Canadiens de Montréal         | LNH        | 3  | 0                | 0                | 0                | 2                | -                | - | -                    | -                    | -                    |                      |                      |
| 2020-2021  | Rocket de Laval               | LAH        | 24 | 1                | 11               | 12               | 11               | -                | - | -                    | -                    | -                    |                      |                      |
| 2021-2022  | Checkers de Charlotte         | LAH        | 41 | 2                | 7                | 9                | 32               | 7                | 1 | 2                    | 3                    | 6                    |                      |                      |
| 2022-2023  | Kraken de Seattle             | LNH        | 3  | 0                | 0                | 0                | 0                | -                | - | -                    | -                    | -                    |                      |                      |
| 2022-2023  | Firebirds de Coachella Valley | LAH        | 20 | 1                | 5                | 6                | 8                | 26               | 3 | 2                    | 5                    | 10                   |                      |                      |
| 2023-2024  | Kraken de Seattle             | LNH        | 1  | 0                | 0                | 0                | 0                | -                | - | -                    | -                    | -                    |                      |                      |
| 2023-2024  | Firebirds de Coachella Valley | LAH        | 51 | 1                | 11               | 12               | 18               | 18               | 0 | 5                    | 5                    | 8                    |                      |                      |
| 2024-2025  | Firebirds de Coachella Valley | LAH        | 51 | 3                | 14               | 17               | 24               | 6                | 1 | 0                    | 1                    | 2                    |                      |                      |
| Totaux LNH | Totaux LNH                    | Totaux LNH | 63 | 0                | 11               | 11               | 18               | -                | - | -                    | -                    | -                    |                      |                      |

### En équipe nationale
| Année | Compétition                 |   | PJ | B | A | Pts | Pun | +/-               |  | Résultat |
| 2014  | Championnat du monde junior | 7 | 1  | 4 | 5 | 2   | +5  | Médaille d'argent |  |          |